# 如皋南站
如皋南站位於中华人民共和国江蘇省南通市如皋市城南街道，於2020年啟用，是鹽通高速鐵路沿线的一座車站，由上海局集團管轄。

## 歷史
- 2020年12月30日啟用。

## 車站周邊
- 龙游河生态公园
- 如皋市龙游湖外国语学校